# كيثنيس سوذرلاند وإيستر روس (دائرة انتخابية في المملكة المتحدة)
كيثنيس، سوذرلاند وإيستر روس (بالإنجليزية: Caithness, Sutherland and Easter Ross)‏ هي إحدى الدوائر الانتخابية في المملكة المتحدة الممثلة في مجلس العموم في برلمان المملكة المتحدة.
عضو البرلمان الذي يمثلها حالياً هو :John Thurso (LD).